# Francesco Malfatti
Francesco Malfatti (Viareggio, 2 gennaio 1921 – 21 ottobre 2009) è stato un politico italiano.
Esponente del Partito Comunista Italiano, fu eletto alla Camera in occasione delle elezioni politiche del 1963, ottenendo 20.496 preferenze; fu rieletto alle politiche del 1968 con 22.297 preferenze.